# Клочки (Ребріхинський район)
Клочки́ (рос. Клочки) — село у складі Ребріхинського району Алтайського краю, Росія. Адміністративний центр та єдиний населений пункт Клочківської сільської ради.

## Населення
Населення — 1145 осіб (2010; 1237 у 2002).
Національний склад (станом на 2002 рік):
- росіяни — 93 %